# 염약거
염약거(閻若璩, 1636년~1704년)는 중국 청초의 고증학자이다.
산시성 태원(太原) 사람으로 자(字)는 백시(百詩), 호(號)는 잠구(潛邱)이다. 장쑤성 회안(淮安)에서 출생하였다.

## 생애
유년시대에 그다지 명민한 성질은 못 되었으나, 발분하여 경학(經學)·사학(史學)의 연구에 노력을 거듭하여 점차로 학자적 명성을 높이게 되었다. 30대 중반기, 고염무가 태원을 방문하였을 당시 그의 명저인 《일지록(日知錄)》의 오류를 몇 가지 지적하여 쾌히 받아들여졌다. 그 후 향시(鄕試), 박학홍사과(博學鴻詞科－강희제가 명의 유신을 회유하기 위하여 설치한 특별 임용제)에 모두 급제하지 못하였지만 학문적 명성은 흔들리지 않고 그대로 북경에 머물러 서건학(徐乾學)과 지우(知遇)가 되었다. 후에 그가 총재가 된 《대청일통지(大淸一統志)》의 편찬 사업에 가담하였고, 만년에는 그 뛰어난 학식에 의하여 안친왕(安親王) 마이혼(馬爾渾)의 후대를 받았다.

## 사상
그는 주자학을 하였지만 이것에 맹종하지 않고, 청년 시대부터 20여 년에 걸친 《고문상서(古文尙書)》(동진 때에 나왔다. 옛 문자로 쓰여진 것으로 25편)의 면밀한 검토를 통하여 《고문상서소증(古文尙書疏證)》을 저술함으로써 《고문상서》가 위작임을 증명하였다. 여기에 제시된 논증은 그때까지 신성불가침으로 되어 있던 유교 경전에 대하여 객관적 실증적 연구 방법을 시도한 것으로서 청조 고증학 발전의 초석을 이루는 것이다. 그밖에 《사서석지(四書釋地)》, 《잠구답기》 등의 저서가 있다.

## 참고 문헌
- 이 문서에는 다음커뮤니케이션(현 카카오)에서 GFDL 또는 CC-SA 라이선스로 배포한 글로벌 세계대백과사전의 내용을 기초로 작성된 글이 포함되어 있습니다.